# Port lotniczy Pau Pyrénées
Port lotniczy Pau Pyrénées – port lotniczy położony 10 km na północny zachód od miasta Pau w południowej Francji w departamencie Pireneje Atlantyckie. Corocznie obsługuje około 700 tys. pasażerów.

## Linie lotnicze i połączenia
| Linia lotnicza   | Kierunek                                                          |
| ---------------- | ----------------------------------------------------------------- |
| Air France       | 1. Lyon 2. Paryż-Charles de Gaulle Sezonowo: 1. Ajaccio 2. Figari |
| Chalair Aviation | Sezonowo: 1. Brest-Bretagne 2. Quimper                            |
| Transavia.com    | 1. Paryż-Orly                                                     |
| Twin Jet         | 1. Marsylia                                                       |